# Ernst Bötticher
Pour les articles homonymes, voir Boetticher.
Ernst Karl August Christian Richard Bötticher (parfois orthographié Boetticher), né le 30 juillet 1842 à Düsseldorf et mort le 1er février 1930 à Blankenburg, est un militaire de l'armée prussienne et journaliste allemand.
Il est mieux connu comme opposant à Heinrich Schliemann sur des sujets archéologiques.